# Cotis III
Cotys III (en griego antiguo: Κότυς) fue un rey del Reino odrisio de Tracia en circa 270 a. C., sucesor de su padre,  Raizdos.